# Front national sénégalais
Pour les articles homonymes, voir FNS.
Le Front national sénégalais (FNS) est un ancien parti politique sénégalais d'opposition, actif entre 1963 et 1964.

## Histoire
Il fut créé fin 1963 par Cheikh Anta Diop – le second des trois partis fondés par lui –, quelques semaines après l'interdiction du Bloc des masses sénégalaises (BMS) et interdit un an plus tard.
Il a été réactivé fin 2010 par des anciens militants et des nouveaux sympathisants.